# Sageuk
Sageuk (hangul: 사극; hanja: 史劇) é um termo em língua coreana utilizado para referenciar os dramas históricos coreanos, que podem inserir-se em peças de teatro tradicionais, filmes e séries de televisão, que abordam sinopses com o tema do período histórico. Na literatura de língua inglesa, a palavra sageuk refere-se a filmes históricos e séries de televisão (da Coreia do Sul).
O primeiro filme histórico do qual se tem notícia é The Story of Chun-hyang, filmado em 1923 e dirigido por um cineasta japonês. O primeiro filme coreano com áudio também foi do tipo sageuk. O auge do cinema coreano iniciou-se durante os anos cinquenta e perdurou até os anos oitenta, com diversos filmes sageuk sendo lançados, como a adaptação do musical Chunhyang por Lee Gyu-hwan em 1955. Na década de 1960, os melodramas históricos foram significativos, assim como os filmes de artes marciais. Na década seguinte, devido à popularidade da televisão, o cinema começou a declinar e nos anos oitenta, encontrou uma crise, que levou os cineastas a tentarem conquistar os espectadores com enredos eróticos. A partir da década de 1990, filmes de Im Gwon-taek, bem como títulos como The Eternal Empire (1994) e The Legend of Gingko tornaram-se obras significativas. A partir dos anos 2000, os filmes sageuk começaram a serem bem sucedidos novamente, entre os anos de 2012 a 2015, o cinema coreano produziu cinco títulos sageuk, que estabeleceram o recorde de dez milhões de espectadores.
Na televisão, a primeira série sageuk exibida, foi ao ar pela emissora estatal KBS em 1962 sob o título de Gukto malli. Nos anos setenta, em contraste com a década anterior, as séries históricas passaram a retratar heróis nacionais através de suas figuras históricas. Joseonwangjo 500 nyeon  (hangul: 조선왕조500년, "500 Years of Joseon"), exibida nos anos oitenta durante oito anos, destacou-se no período. A década de 1990, foi dominada por dramas contemporâneos no que diz respeito à popularidade e audiência e nos anos 2000, ocorreu o surgimento do sageuk de fusão, que foi o responsável por modificar o gênero de séries históricas na Coreia do Sul, impulsionando obras significativas como Hur Jun (1999-2000), Damo (2003), Dae Jang Geum (2003) e Queen Seondeok (2009).
Temas populares do sageuk incluem elementos do folclore e mitologia coreanos, reis e príncipes famosos ou notórios, heróis nacionais e mulheres famosas.

## História

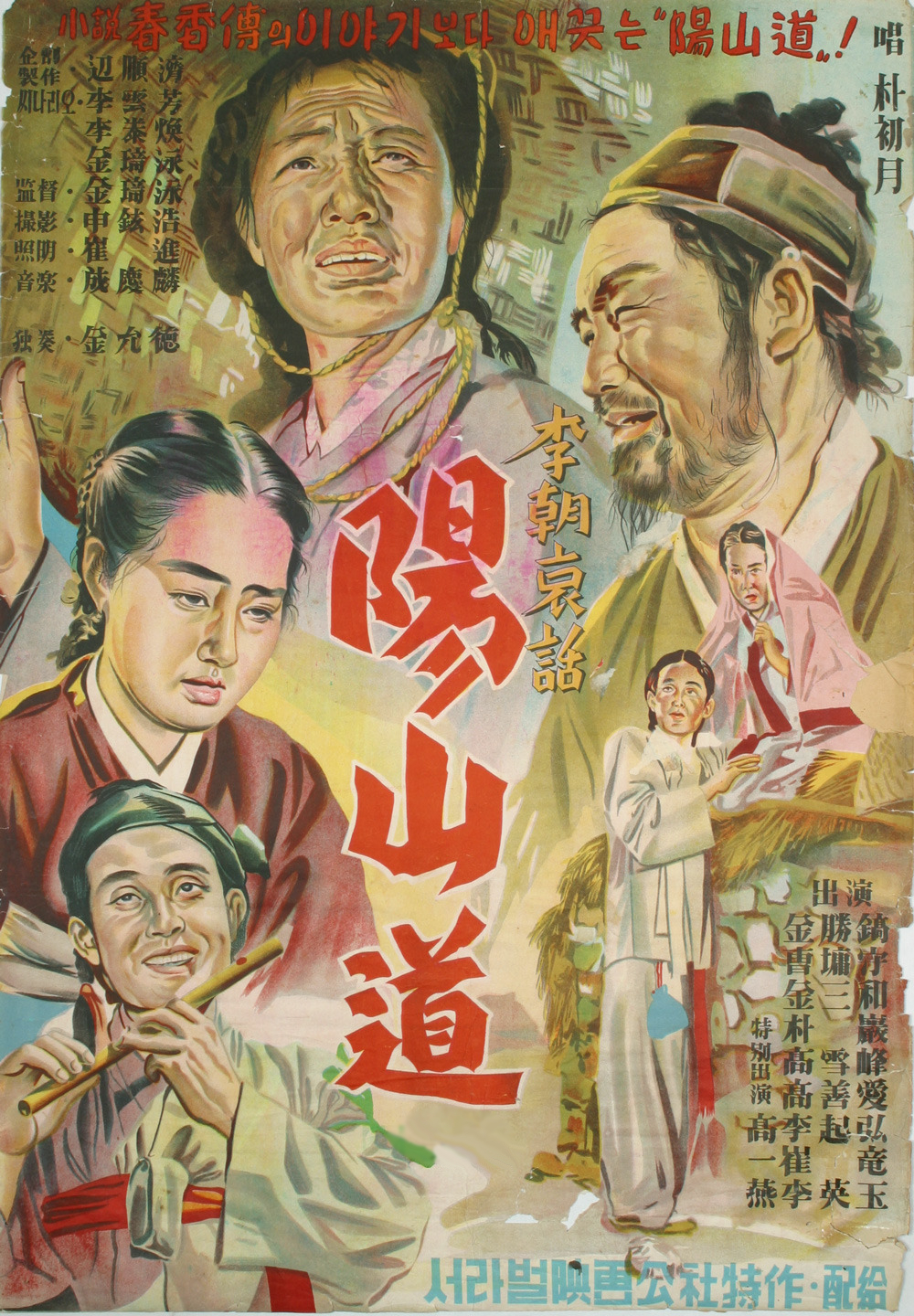
Cartaz de Yangsan Province (1955).

### Início
Em 1923, o primeiro filme sageuk intitulado The Story of Chun-hyang foi lançado e dirigido pelo cineasta japonês Koshu Hayakawa. Seu enredo é um elemento popular pertencente ao folclore coreano, tendo sido produzido dezenas de adaptações em filmes e séries de televisão. Alguns destaques do cinema também estão relacionados a ele, como por exemplo, Chunhyangcheon (hangul: 춘향전) do diretor Lee Myeong-woo de 1935, que foi o primeiro filme coreano produzido com áudio. A partir de 1940, o número de filmes coreanos diminuiu, devido ás políticas colonialistas japonesas, que proibiram filmagens que não fossem de filmes de propaganda. Com isso, muitos cineastas fugiram do país e aqueles que permaneceram tiveram que se juntar ao campo pró-japonês. Após o encerramento da segunda guerra mundial, os cineastas coreanos celebraram a independência não realizando obras históricas.
Após a guerra da Coreia, o romantismo tornou-se o subgênero dominante nos filmes históricos da Coreia do Sul na década de 1950, muitas vezes com foco em personagens femininos. Isso ocorreu devido especialmente aos grandes Changgeuks ou óperas populares, que haviam se popularizado tanto, que suas histórias passaram a ser adaptadas para o cinema. Uma vez que essas histórias se concentravam na natureza humana, no destino e nos sentimentos humanos, os antecedentes históricos reais eram irrelevantes as obras. Seus enredos geralmente eram centrados no período dos três reinos da Coreia, e devido a detalhes factuais serem escassos, a precisão de fatos históricos reais poderia ser contornada. Em 1956, se produziu Wangja Hodonggwa Nangnang gongju (hangul: 왕자호동과 낙랑공주) uma adaptação da história do Príncipe Hodong e da Princesa de Nakrang, como uma versão sul-coreana de Romeu e Julieta de William Shakespeare.
O período entre as décadas de 1950 à 1980, é considerado o auge do Chungmuro, ou o Hollywood coreano, quando mais de cem filmes foram produzidos anualmente. A necessidade de produção de filmes históricos foi impulsionado pelo sucesso de obras como a adaptação de Chunhyang (1955) de Lee Gyu-hwan, Yangsan Province de Kim Ki-young e Gojong hwangjewa uisa Un Jung-geun (1959) de Jeon Chang-geun.

### 1960–1970

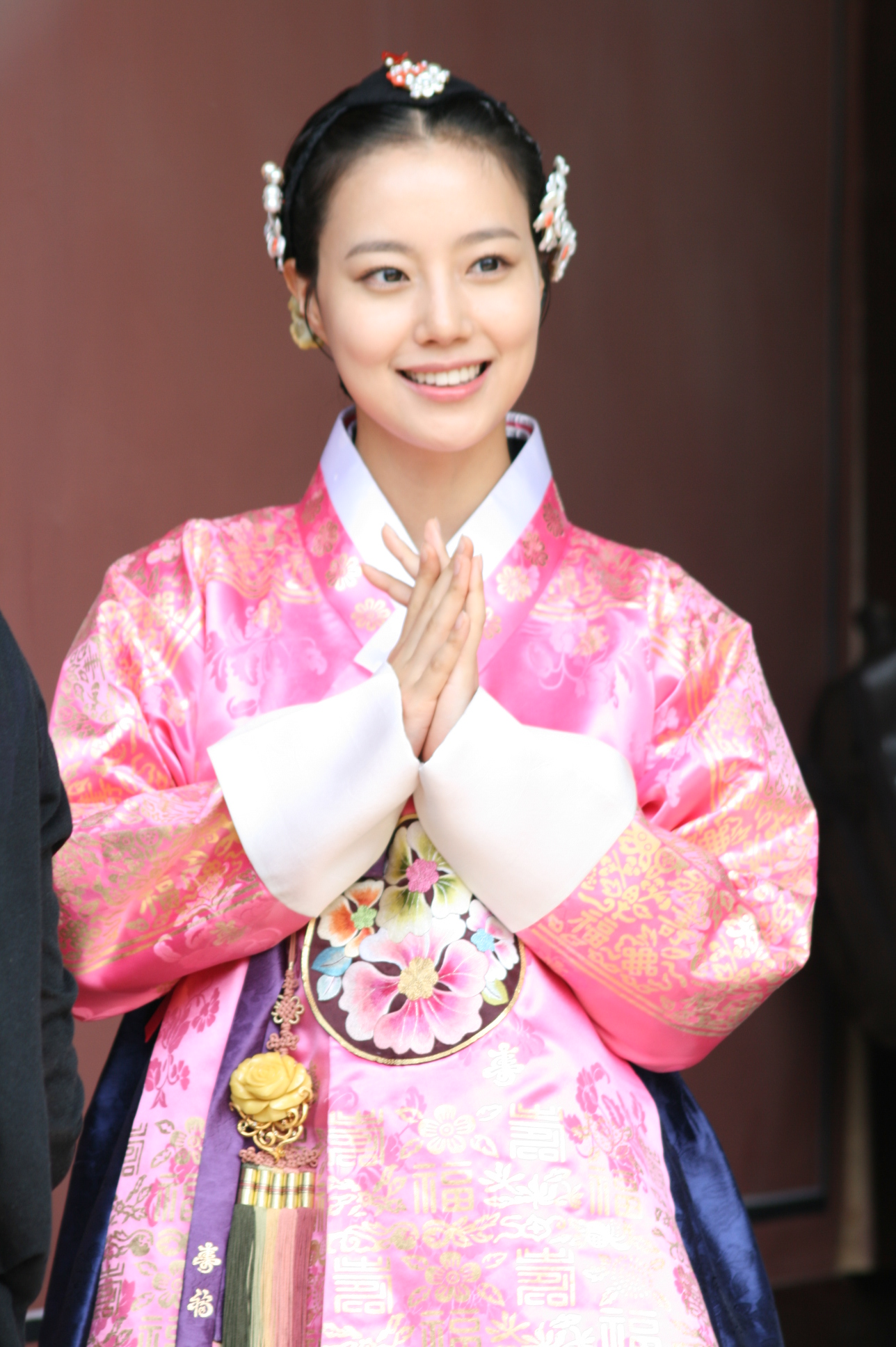
Moon Chae-won trajando hanbok para as gravações do melodrama sageuk The Princess' Man (2011).

Durante a década de 1960, as obras sageuk que obtiveram êxito, foram adaptações de obras que haviam sido bem sucedidas anteriormente em outras formas de arte, como por exemplo, em programas de rádio, peças teatrais, óperas ou romances changgeuk. Exemplos incluem Jang huibin (hangul: 장희빈; 1961), Naesi (hangul: 내시, "Eunuco"; 1968) ou Women of Yi Dynasty (hangul: 이조 여인 잔혹사, rr: Ijo yeoinjanhoksa; 1969). A atmosfera deste período estava mais conservadora do que nos anos cinquenta, em parte devido à ditadura de Park Chung-hee. Em conformidade com as circunstâncias, os melodramas históricos tornaram-se os preferidos, mas havia exceções, como os filmes de artes marciais de Jeong Chang-hwa, inspirados pelos Shaw Brothers. Este é o período em que a Dinastia Joseon tornou-se o foco de atenção, descrevendo a relação entre reis e oficiais e determinando a natureza dos filmes históricos para as próximas décadas. Os espectadores agora estavam mais interessados em eventos históricos reais do que em antigas lendas mistificadas. Anteriormente, o público procurava por temas familiares no sageuk, porque as invenções modernas eram relativamente novas para a Coreia na época. Contudo, na década de 1960, eles se acostumaram com as modernidade, assim os cineastas se voltaram para temas decadentes ou histórias inéditas.
Na televisão, a primeira série histórica a ser produzida na Coreia do Sul, intitulou-se Gukto malli (hangul: 국토만리). Ela foi exibida em 1962 pela emissora estatal KBS. A mesma foi dirigida por Kim Jae-hyeong e foi ambientada na era do reino de Goguryeo.
Durante os anos setenta, os aparelhos de televisão começaram a ser lançados em massa, e dessa forma, o número de séries de televisão também cresceu. Assim como no cinema, as políticas do regime governante também afetou-as e figuras históricas dramáticas, foram substituídas por heróis nacionais como o comandante Yi Sun-shin ou o rei Sejong, o Grande. As obras sageuks da época misturavam lendas com realidade, a principal causa disso, foi a enorme demanda por séries de televisão, pois a precisão factual histórica teria exigido que os roteiristas pesquisassem em documentos históricos escritos em caracteres hanja, o que, considerando a demanda e os episódios diários, teria sido impossível. Além disso, as lendas eram mais fáceis de serem dramatizadas.
Enquanto a televisão dominava o entretenimento, o cinema passou a declinar-se, com isso, de todos os filmes históricos do período, apenas dois conquistaram êxito nas bilheterias: Seongung Yi Sun-shin de Lee Gyu-ung e outra adaptação do musical Chunhyangga, desta vez de Lee Seong-gu. Os críticos de cinema elogiaram outras produções como Gate of Woman (hangul: 홍살문, rr: Hongsalmun, 1972), An Executioner (hangul: 망나니, rr: Mangnani, 1974), Concentration of Attention (hangul: 집념, rr: Jibnyeom, 1976) e A War Diary (hangul: 난중일기, rr: Nanjungilgi, 1977).

### 1980–1990

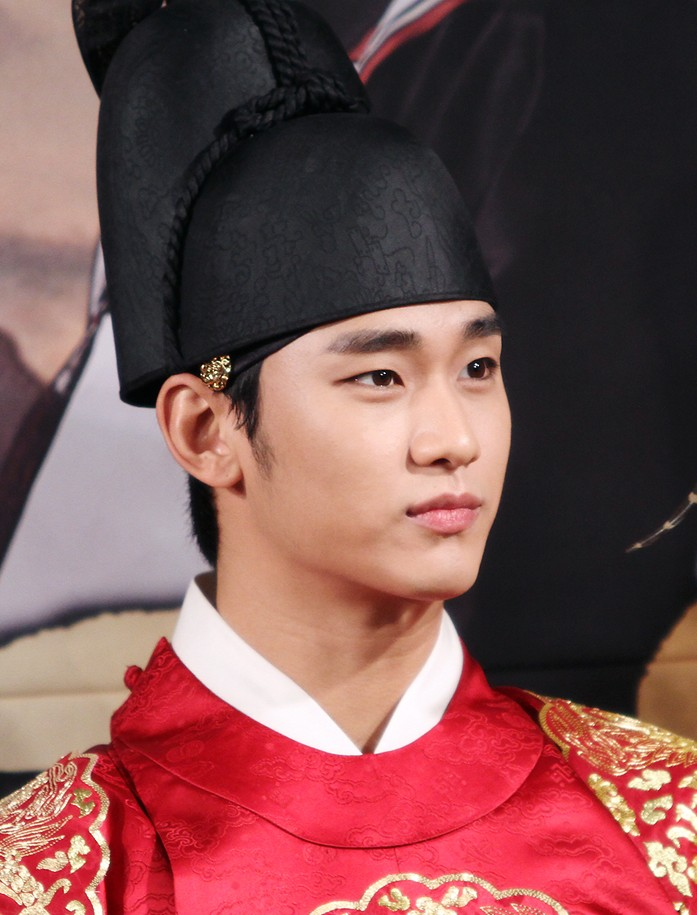
Kim Soo-hyun nos trajes de seu personagem do sageuk de fantasia Moon Embracing the Sun (2012).

A série de televisão sageuk que caracterizou a década de oitenta foi Joseonwangjo 500 nyeon, que durou oito anos, exibindo onze séries separadas com mais de oitocentos episódios no total, retratando a história de Joseon. A série referenciou documentos históricos oficiais (embora liberalmente até certo ponto) e frequentemente incluiu o debate de temas e eventos. Foi dirigida por Lee Byung-hoon, que mais tarde também dirigiu a popular série hallyu Dae Jang Geum (2003). Como outro destaque da década, Gaeguk (hangul: 개국; "Foundation of the Kingdom"), que descreu a usurpação do trono em Goryeo do rei Taejo sob uma perspectiva positiva e recordando a ascensão política de Jeon Du-hwan, foi exibida pela KBS durante o ano de 1983.
No cinema, o gênero sageuk viu a continuação de sua perda de popularidade. A programação diversificada da televisão levava aos espectadores a se afastarem dos cinemas, e a indústria cinematográfica tinha apenas uma saída: mostrar um gênero que não podia ser visto na televisão. Diante disto, houve o retorno da produção de filmes eróticos, com boa parte deles sendo ambientados durante o período histórico. Filmes como Eoudong (1985) e Does the Cuckoo Cry at Night (hangul: 뻐꾸기도 밤에 우는가; rr: Bbakkugido bame unenga, 1985) foram populares nas bilheterias, embora o gênero sageuk declinava no cinema sul-coreano em geral.
No início da década de 1990, os filmes históricos eram escassos, com exceção de obras como Kkum (hangul: 꿈, "Dream"; 1990) de Bae Chang-ho e The Eternal Empire (hangul: 영원한 제국), que recebeu críticas notáveis e foi lançado em 1995. O filme é significativo por sua diferente interpretação da história popular do príncipe herdeiro Sado, onde a produção concentrando-se no resultado político de sua morte, em vez da dor do próprio príncipe. Embora não tenha obtido êxito nas bilheterias, recebeu oito prêmios no Grand Bell Awards, incluindo o de Melhor Filme e Melhor Diretor. Além disso, os filmes de Im Gwon-taek também obtiveram boa recepção da crítica como The Legend of Gingko de 1996.
Na televisão, a década viu uma quantidade significativa de séries sageuks de boa qualidade, como Han Myeong-hui (hangul: 한명회, 1994), Jang Nok-su (hangul: 장녹수, 1995), Tears of the Dragon (hangul: 용의 눈물, 1996–1998) ou King of the Wind (hangul: 대왕의 길, 1998). No entanto, em índices de audiência, onde alguns poderiam chegar a 30%, não podiam corresponder às de dramas contemporâneas, como Sandglass (1995), por exemplo, que com uma temática moderna obteve 50.8% em audiência.

### 2000–atualidade
No início dos anos 2000, o gênero sageuk tinha sua popularidade centrada nas gerações mais velhas. O público mais jovem, tinha preferência por séries de televisão contemporâneas, com as quais podiam se relacionar melhor. Além disso, os sageuks possuíam características como enredo de difícil compreensão, uso de linguagem arcaica e a utilização de atores mais velhos em seu elenco, tornando-se menos atraentes para o público mais jovem. Uma mudança nessa temática foi atribuída ao produtor e diretor Lee Byung-hoon, que confiou o roteiro de Hur Jun (1999-2000) ao jovem roteirista  promissor, Choi Wan-gyu. Em vez de fatos históricos sem emoção e de guerras distantes, a série concentrou-se em emoções e relacionamentos, girando em torno do lendário médico real de Joseon. Um novo gênero, o "sageuk de fusão" nasceu, mudando a estrutura e o formato das séries de televisão históricas coreanas. Em 2003, a atriz Ha Ji-won estrelou Damo, a primeira série de televisão coreana em formato de exibição HDTV. A série mesclou características de dramas modernos com cenas de ação estilo wire-fu de Hong Kong, narrando uma história fictícia ambientada em um momento histórico real.

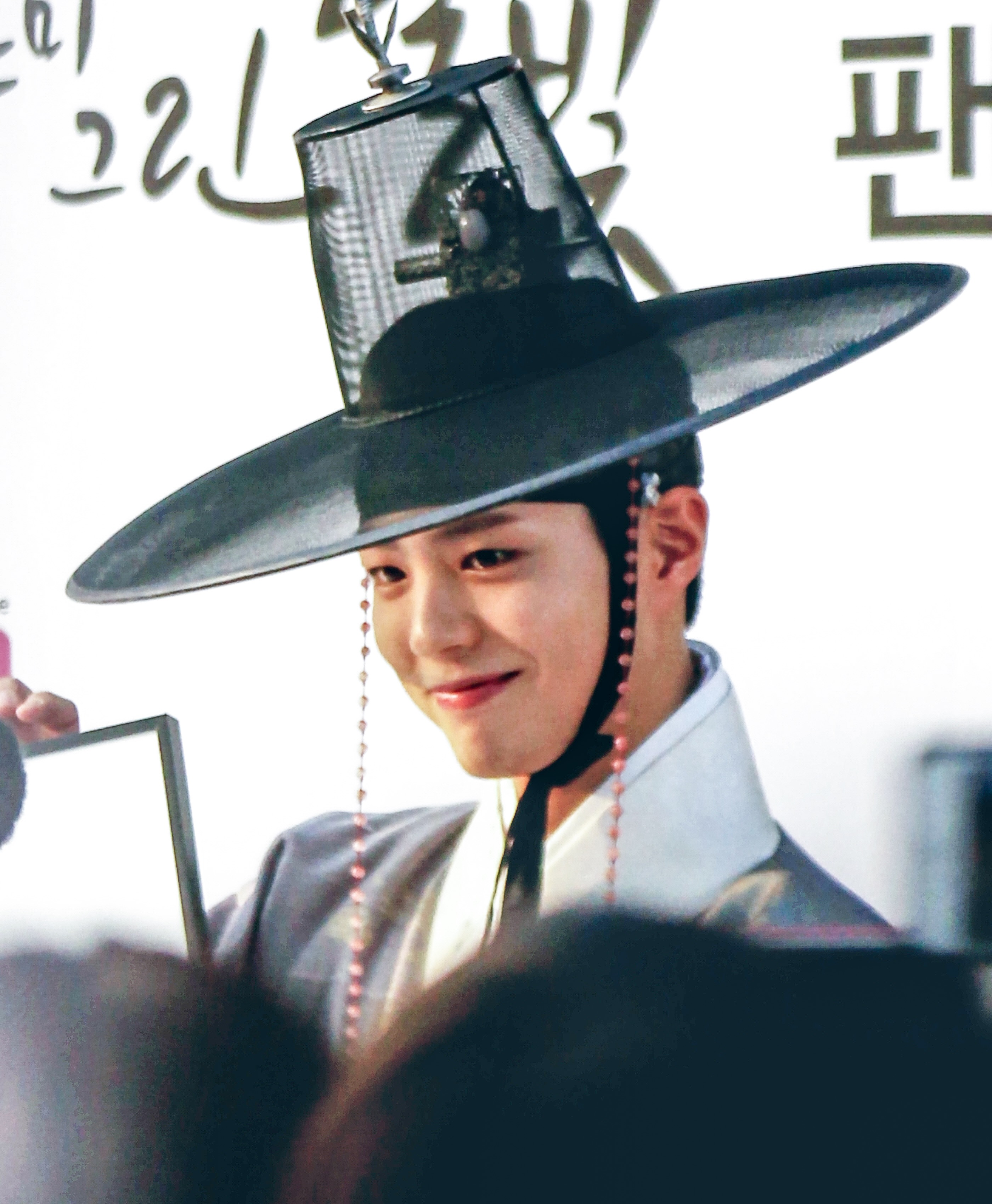
Park Bo-gum nos trajes de seu personagem do sageuk de fusão Love in the Moonlight (2016).

Após os sageuks de fusão se consolidarem na televisão, eles passaram a figurar também no cinema. Isto pode ser atribuído parcialmente ao sucesso dos dramas de televisão e parcialmente ao sucesso internacional de filmes épicos chineses como O Tigre e o Dragão (2000), Hero (2002) ou Gladiador (2000) dos Estados Unidos, que levou a necessidade de se produzir tais trabalhos na Coreia do Sul também. Em 2003, o filme Untold Scandal que teve em seu elenco o ícone dos dramas Bae Yong-joon, foi lançado, porém a verdadeira ascensão de popularidade dos filmes históricos ocorreu em 2005 com The King and the Clown, estabelecendo um recorde ao obter mais de doze milhões de bilheteria. Nos anos de 2010, os filmes sageuk continuaram sua ascensão, entre os anos de 2012 e 2015, cinco de todos os filmes lançados que ultrapassaram dez milhões de espectadores pertenciam ao gênero. Em 2016, o detentor do recorde, The Admiral: Roaring Currents, vendeu 17,61 milhões de ingressos. Alguns dos títulos mais populares são também do tipo de fusão, misturando fatos históricos com pessoas ou eventos fictícios. Tais produções incluem por exemplo, The Face Reader (2013) e Masquerade (2012).
Além dos chamados "dramas palacianos", sageuks de ação como War of the Arrows (2011), The Grand Heist (2012) e Pirates (2014), também foram bem-sucedidos no século XXI. Filmes em série também surgiram no período como Detective K, contendo uma história de investigação criminal possuindo como cenário Joseon. Adicionalmente, filmes históricos eróticos experimentaram um ressurgimento no cinema sul-coreano, com obras como Forbidden Quest (2006), The Servant (2010) e Empire of Lust (2015). Na televisão, obras como Sungkyunkwan Scandal (2010), Moon Embracing the Sun (2012) e Love in the Moonlight (2016) destacaram-se, sendo todos sageuks adaptados de histórias populares. Inicialmente essas obras foram direcionadas a um grupo demográfico mais jovem, contudo, receberam sucesso internacional. As produções também destacaram atores emergentes como Song Joong-ki, Yoo Ah-in, Kim Soo-hyun, Park Bo-gum e Kim Yoo-jung.

## Temas populares
Temas populares dos sageuks incluem:
- Elementos do folclore coreano: histórias pansori como Chunhyangga; contos populares como do príncipe Hodong e a princesa Nakrang; criaturas mitológicas como gumihos
- Três Reinos da Coreia
- Período dos Estados Norte-Sul
- Reis de Goryeo, especialmente aqueles com histórias de vida dramáticas como o do rei Taejo (Wang Geon), rei Gwangjong (Wang So) e rei Gongmin (Wang Gi)
- Príncipes e reis de Joseon, especialmente aqueles com histórias de vida dramáticas como o Rei Taejo (Yi Seong-gye), rei Taejong (Yi Bang-won), rei Sejong, o grande (Yi Do), rei Sejo (Yi Yu), rei Yeonsan (Yi Yung), rei Gwanghae (Yi Hon), Príncipe herdeiro Sado (Yi Seon), rei Jeongjo (Yi San), Heungseon Daewongun (Yi Ha-Eung) e  Imperador Gojong (Yi Myeong-bok)
- Mulheres famosas: como Hwang Jin-yi, Hui-bin Jang, Jang Nok-su, Rainha Munjeong, Shin Saimdang, Jang-Geum, Imperatriz Myeongseong e Rainha Seondeok
- Estudiosos famosos: como Jeong Mong-ju, Jeong Do jeon, Hwang Hui, Jo Gwang-jo, Yi Hwang, Yi I e Ryu Seong-ryong
- Soldados famosos: como Choi Young e Yi Sun-shin
- Heroínas vestidas como homens